# Cholamaranahalli, Channapatna
Cholamaranahalli là một làng thuộc tehsil Channapatna, huyện Ramanagara, bang Karnataka, Ấn Độ.